# 紅葉山公園 (福島市)
紅葉山公園（もみじやまこうえん）は、福島県福島市杉妻町にある公園。旧福島城二の丸御外庭にあたる。

## 概要
かつての福島城二の丸御外庭であり、茶室や築山が設けられた。現在も池を中心にした造りは旧庭園面影をほぼそのまま残している。
1933年（昭和8年）より公園として一般市民に開放された。福島県庁の東隣および福島県知事公館の西隣に位置し、公園からは阿武隈川の左岸に整備された河畔に下りることが出来る。神社例大祭および地元住民開催のイベント会場としても活用されている。
現在の愛知県にある、旧三河国八橋のカキツバタの名勝である八橋かきつばた園を模して庭園が造られたとされる。しかし現在の旧庭園内は、カキツバタやハナショウブを含むアヤメ属の植栽は見受けられない。

## 板倉神社
福島城藩主の守り神として、福島城に祀っていたものを1882年（明治15年）10月に「板倉神社」として整備。東日本大震災の被害を受け、2013年（平成25年）に社殿を再建された。

## 大仏城跡出土宝塔
1283年（弘安6年）刻まれている福島城の前身である大仏城の遺構であり、宝塔で建立年代が明確なものとしては平泉願成就院の宝塔（藤原時代作）に次ぐ貴重なものである。1981年（昭和56年）3月31日、福島県指定重要文化財に指定されている。

## 紅葉山通り
紅葉山公園の側を通ることからその名前で親しまれている。明治から確認される道路名で、明治の三島通庸県令によって1882年（明治15年）に現在の形の紅葉山通りが開通した。近代になり福島城二の丸御外庭（別名：紅葉山）の北側を東西に沿う路線から紅葉山通りと呼ばれ始めた。福島県道148号水原福島線の一部区間、福島市道中町・太田町線及び市道太田町・宮ノ東線、都市計画道路杉妻町早稲町線が該当する。太田町ガード以西の区間は片側一車線となっている。

### 旧高湯街道
明治に福島市郊外の高湯温泉とを繋ぐ温泉街道として整備された経緯から「高湯街道」とも呼ばれていたが、近年福島駅西口を起点とする路線を「高湯街道」と呼称することが多くなり、高湯街道の旧道のひとつとして扱われている。

### 都市計画道路
現在、中町西交差点から太田町ガード東の区間にかけて広幅員道路の計画が周辺の都市計画と並行して行われている。杉妻町から中町の区間は近代未明に整備済みの区間である。

### 交差する主な道路
- 福島県道148号水原福島線（県庁通り） - 三差路
- 福島市道中町・柳町線（密語橋通り） - 福島県庁前交差点
- 福島県道148号水原福島線（奥州街道） - 中町交差点
- 福島市道中町・御山町線（奥州街道） - 中町交差点
- 福島市道早稲町・清明町4号線 - 中町西交差点
- 福島市道早稲町・清明町1号線（福島駅東通り） - 五月町交差点

（太田町ガード）
- 福島市道方木田・太田町線（福島駅西通り） - 太田町ガード交差点
- 都市計画道路太平寺岡部線（内信通り） - 太田町交差点
- 福島県道126号福島微温湯線（水保通り） - 太田町交差点
- 福島市道27号方木田茶屋下線（外信通り） - 交差部
- 福島県道70号福島吾妻裏磐梯線（高湯街道） - 合流地点

### 沿線
東から西の順番に記載
- 福島県知事公館
- 紅葉山公園
- 福島県庁 本庁舎
- 福島県庁 北庁舎
- 福島市立福島第一小学校
- 福島県自治会館
- 福島中町郵便局
- 自由民主党 福島県支部連合会
- NHK福島放送局
- ジェイアールバス東北福島支店 福島支社
- 福島太田町郵便局
- 福島民報社 本社

## 敷地内
- 杉妻稲荷神社
- 大ケヤキ - 樹齢400年以上
- 偕楽亭跡（料亭）

## 作品
音楽
- 福島行進曲 - 作詞：野村俊夫、作曲：古関裕而